# Temporada 2001 de Fórmula 3000 Internacional
La temporada 2001 de Fórmula 3000 Internacional fue la 17.º de dicha categoría. Comenzó el 31 de marzo en Interlagos y finalizó en Monza el 15 de septiembre.
Justin Wilson logró el Campeonato de Pilotos, mientras que su equipo, Coca-Cola Nordic Racing, se quedó con el Campeonato de Escuderías.

## Escuderías y pilotos
| Escudería                  | N.º | Piloto             | Rondas     |
| -------------------------- | --- | ------------------ | ---------- |
| Super Nova Racing          | 1   | Mark Webber        | Todas      |
| Super Nova Racing          | 2   | Mário Haberfeld    | Todas      |
| Petrobras Junior Team      | 3   | Antônio Pizzonia   | Todas      |
| Petrobras Junior Team      | 4   | Ricardo Sperafico  | Todas      |
| Team Astromega             | 5   | Ananda Mikola      | 1-3        |
| Team Astromega             | 5   | Dino Morelli       | 4-8        |
| Team Astromega             | 5   | Enrico Toccacelo   | 9-12       |
| Team Astromega             | 6   | Giorgio Pantano    | Todas      |
| European Minardi F3000     | 7   | David Saelens      | 1-8, 10-12 |
| European Minardi F3000     | 7   | Tomas Scheckter    | 9          |
| European Minardi F3000     | 8   | Andrea Piccini     | Todas      |
| Coca-Cola Nordic Racing    | 9   | Tomáš Enge         | 1-11       |
| Coca-Cola Nordic Racing    | 9   | Jaroslav Janiš     | 12         |
| Coca-Cola Nordic Racing    | 10  | Justin Wilson      | Todas      |
| F3000 Prost Junior Team    | 11  | Nicolás Filiberti  | 1-4        |
| F3000 Prost Junior Team    | 11  | Stéphane Sarrazin  | 5          |
| F3000 Prost Junior Team    | 11  | Jonathan Cochet    | 6-9        |
| F3000 Prost Junior Team    | 11  | Norberto Fontana   | 10-12      |
| F3000 Prost Junior Team    | 12  | Gabriele Varano    | 1-5        |
| F3000 Prost Junior Team    | 12  | Zsolt Baumgartner  | 6-12       |
| Arden Team Russia          | 15  | Darren Manning     | Todas      |
| Arden Team Russia          | 16  | Viktor Maslov      | Todas      |
| Red Bull Junior Team F3000 | 17  | Patrick Friesacher | Todas      |
| Red Bull Junior Team F3000 | 18  | Antonio García     | 1-4        |
| Red Bull Junior Team F3000 | 18  | Ricardo Maurício   | 5-12       |
| Coloni F3000               | 19  | Fabrizio Gollin    | Todas      |
| Coloni F3000               | 20  | Rodrigo Sperafico  | 1-9        |
| Coloni F3000               | 20  | Marc Goossens      | 10-12      |
| DAMS                       | 21  | Sébastien Bourdais | Todas      |
| DAMS                       | 22  | Derek Hill         | Todas      |
| KTR                        | 25  | Bas Leinders       | Todas      |
| KTR                        | 26  | Joël Camathias     | Todas      |
| Kid Jensen Racing          | 27  | Justin Keen        | 1-2        |
| Kid Jensen Racing          | 28  | Yann Goudy         | 1          |
| Kid Jensen Racing          | 28  | Gianluca Calcagni  | 2          |
| Durango Formula            | 29  | Gabriele Lancieri  | Todas      |
| Durango Formula            | 30  | Jaime Melo Jr.     | 1-9        |
| Durango Formula            | 30  | Antonio García     | 10-12      |
| Fuente:                    |     |                    |            |

## Calendario
| Ronda   | Circuito                                     | País        | Fecha            |
| ------- | -------------------------------------------- | ----------- | ---------------- |
| 1       | Autódromo José Carlos Pace, São Paulo        | Brasil      | 31 de marzo      |
| 2       | Autodromo Enzo e Dino Ferrari, Imola         | Italia      | 15 de abril      |
| 3       | Circuito de Barcelona-Cataluña, Montmeló     | España      | 28 de abril      |
| 4       | A1-Ring, Spielberg                           | Austria     | 13 de mayo       |
| 5       | Circuito de Mónaco, Montecarlo               | Mónaco      | 27 de mayo       |
| 6       | Nürburgring, Nürburg                         | Alemania    | 23 de junio      |
| 7       | Circuito de Nevers Magny-Cours, Magny-Cours  | Francia     | 30 de junio      |
| 8       | Circuito de Silverstone, Silverstone         | Reino Unido | 14 de julio      |
| 9       | Hockenheimring, Hockenheim                   | Alemania    | 28 de julio      |
| 10      | Hungaroring, Mogyoród                        | Hungría     | 19 de agosto     |
| 11      | Circuito de Spa-Francorchamps, Francorchamps | Bélgica     | 1 de septiembre  |
| 12      | Autodromo Nazionale di Monza, Monza          | Italia      | 15 de septiembre |
| Fuente: |                                              |             |                  |

## Resultados
| Ronda   | Ronda             | Pole Position      | Vuelta rápida      | Piloto ganador     | Escudería ganadora      |
| ------- | ----------------- | ------------------ | ------------------ | ------------------ | ----------------------- |
| 1       | Interlagos        | Jaime Melo Jr.     | Antônio Pizzonia   | Justin Wilson      | Coca-Cola Nordic Racing |
| 2       | Imola             | Mark Webber        | Mark Webber        | Mark Webber        | Super Nova Racing       |
| 3       | Barcelona         | Justin Wilson      | Justin Wilson      | Tomáš Enge         | Coca-Cola Nordic Racing |
| 4       | Spielberg         | Sébastien Bourdais | Giorgio Pantano    | Justin Wilson      | Coca-Cola Nordic Racing |
| 5       | Montecarlo        | Mark Webber        | Mark Webber        | Mark Webber        | Super Nova Racing       |
| 6       | Nürburgring       | Tomáš Enge         | Giorgio Pantano    | Tomáš Enge         | Coca-Cola Nordic Racing |
| 7       | Magny-Cours       | Tomáš Enge         | Mark Webber        | Mark Webber        | Super Nova Racing       |
| 8       | Silverstone       | Tomáš Enge         | Sébastien Bourdais | Sébastien Bourdais | DAMS                    |
| 9       | Hockenheim        | Ricardo Sperafico  | Tomáš Enge         | Antônio Pizzonia   | Petrobras Junior Team   |
| 10      | Budapest          | Justin Wilson      | Giorgio Pantano    | Justin Wilson      | Coca-Cola Nordic Racing |
| 11      | Spa-Francorchamps | Ricardo Sperafico  | Mário Haberfeld    | Ricardo Sperafico  | Petrobras Junior Team   |
| 12      | Monza             | Antônio Pizzonia   | Antônio Pizzonia   | Giorgio Pantano    | Team Astromega          |
| Fuente: |                   |                    |                    |                    |                         |

## Clasificaciones

### Sistema de puntuación
| Posición | 1.º | 2.º | 3.º | 4.º | 5.º | 6.º |
| Puntos   | 10  | 6   | 4   | 3   | 2   | 1   |

### Campeonato de Pilotos
| Pos.    | Piloto             | INT | IMO | BAR | SPI | MON | NÜR | MAG | SIL | HOC | BUD | SPA | MNZ | Puntos |
| ------- | ------------------ | --- | --- | --- | --- | --- | --- | --- | --- | --- | --- | --- | --- | ------ |
| 1       | Justin Wilson      | 1   | 6   | 3   | 1   | 2   | Ret | 2   | 2   | 2   | 1   | 2   | 2   | 71     |
| 2       | Mark Webber        | 7   | 1   | 7   | Ret | 1   | 2   | 1   | 4   | Ret | Ret | Ret | Ret | 39     |
| 3       | Tomáš Enge         | 12  | 3   | 1   | 3   | 7   | 1   | 3   | 5   | 5   | 11  | 4   |     | 39     |
| 4       | Sébastien Bourdais | 3   | Ret | 11  | Ret | 4   | 8   | 6   | 1   | 4   | 3   | 6   | 9   | 26     |
| 5       | Ricardo Sperafico  | Ret | 14  | 19  | Ret | 5   | 3   | 13  | 11  | 3   | 7   | 1   | 3   | 24     |
| 6       | Antônio Pizzonia   | 9   | 4   | 6   | 4   | Ret | 6   | 10  | 3   | 1   | Ret | 8   | Ret | 22     |
| 7       | Bas Leinders       | 10  | 9   | 2   | 2   | Ret | 11  | Ret | 8   | 6   | 6   | 7   | 4   | 17     |
| 8       | Ricardo Maurício   |     |     |     |     | 6   | 5   | Ret | 7   | 17  | 2   | 3   | 6   | 14     |
| 9       | Giorgio Pantano    | Ret | 11  | 9   | 15  | Ret | 21  | 8   | Ret | 7   | 5   | 11  | 1   | 12     |
| 10      | David Saelens      | 4   | Ret | 5   | 9   | Ret | 4   | 9   | DNS |     |     | Ret | 5   | 10     |
| 11      | Darren Manning     | 8   | 2   | 20  | Ret | Ret | 7   | 5   | 6   | Ret | Ret | Ret | Ret | 9      |
| 12      | Jaime Melo Jr.     | 2   | Ret | 21  | 5   | 11  | 13  | 14  | 12  | 12  |     |     |     | 8      |
| 13      | Patrick Friesacher | Ret | 5   | 8   | Ret | Ret | 10  | 4   | 19  | 11  | 4   | 10  | Ret | 8      |
| 14      | Stéphane Sarrazin  |     |     |     |     | 3   |     |     |     |     |     |     |     | 4      |
| 15      | Mário Haberfeld    | Ret | Ret | 4   | Ret | Ret | Ret | 7   | 15  | Ret | Ret | 19  | 13  | 3      |
| 16      | Marc Goossens      |     |     |     |     |     |     |     |     |     | Ret | 5   | 7   | 2      |
| 17      | Joël Camathias     | 5   | 15  | 18  | Ret | Ret | 18  | 17  | 17  | 9   | 13  | 15  | 15  | 2      |
| 18      | Andrea Piccini     | 11  | Ret | 13  | 6   | Ret | 9   | Ret | Ret | Ret | 8   | Ret | 8   | 1      |
| 19      | Fabrizio Gollin    | 6   | 8   | 17  | Ret | 8   | 20  | 12  | 10  | Ret | Ret | 12  | 10  | 1      |
| 20      | Rodrigo Sperafico  | 13  | 7   | 22  | 8   | 9   | 12  | 15  | 14  | 8   |     |     |     | 0      |
| 21      | Dino Morelli       |     |     |     | 7   | Ret | Ret | 20  | Ret |     |     |     |     | 0      |
| 22      | Gabriele Lancieri  | Ret | 13  | Ret | 12  | Ret | 14  | 13  | 10  | 9   | 9   | 14  | Ret | 0      |
| 23      | Jonathan Cochet    |     |     |     |     |     | 16  | 11  | 9   | 15  |     |     |     | 0      |
| 24      | Derek Hill         | 14  | Ret | 16  | 13  | Ret | 15  | 16  | Ret | Ret | 12  | 9   | 12  | 0      |
| 25      | Viktor Maslov      | Ret | 10  | 12  | 11  | 10  | 17  | 18  | 16  | 14  | Ret | 18  | 14  | 0      |
| 26      | Antonio García     | Ret | 16  | 10  | Ret |     |     |     |     |     | 10  | 16  | 11  | 0      |
| 27      | Nicolás Filiberti  | 20  | 17  | 14  | 10  |     |     |     |     |     |     |     |     | 0      |
| 28      | Justin Keen        | 16  | 12  |     |     |     |     |     |     |     |     |     |     | 0      |
| 29      | Zsolt Baumgartner  |     |     |     |     |     | 19  | Ret | 18  | 16  | Ret | 13  | 17  | 0      |
| 30      | Enrico Toccacelo   |     |     |     |     |     |     |     |     | 13  | Ret | 17  | Ret | 0      |
| 31      | Gabriele Varano    | 15  | Ret | 15  | 14  | Ret |     |     |     |     |     |     |     | 0      |
| 32      | Norberto Fontana   |     |     |     |     |     |     |     |     |     | 14  | Ret | Ret | 0      |
| 33      | Jaroslav Janiš     |     |     |     |     |     |     |     |     |     |     |     | 16  | 0      |
| 34      | Ananda Mikola      | 17  | Ret | 23  |     |     |     |     |     |     |     |     |     | 0      |
| 35      | Yann Goudy         | 18  |     |     |     |     |     |     |     |     |     |     |     | 0      |
| NC      | Gianluca Calcagni  |     | Ret |     |     |     |     |     |     |     |     |     |     | 0      |
| NC      | Tomas Scheckter    |     |     |     |     |     |     |     |     | Ret |     |     |     | 0      |
| Pos.    | Piloto             | INT | IMO | BAR | SPI | MON | NÜR | MAG | SIL | HOC | BUD | SPA | MNZ | Puntos |
| Fuente: |                    |     |     |     |     |     |     |     |     |     |     |     |     |        |

| Color     | Resultado                                                               |
| --------- | ----------------------------------------------------------------------- |
| Oro       | Ganador                                                                 |
| Plata     | 2.ª plaza                                                               |
| Bronce    | 3.ª plaza                                                               |
| Verde     | Finalizó en los puntos                                                  |
| Azul      | Finalizó sin puntos                                                     |
| Azul      | NC - No clasificado                                                     |
| Violeta   | Ret - No terminó (Carrera)                                              |
| Rojo      | DNQ - No se clasificó                                                   |
| Negro     | DSQ - Descalificado                                                     |
| Blanco    | DNS - No empezó (carrera)                                               |
| Blanco    | WD - Retirado (fin de semana)                                           |
| Blanco    | C - Carrera cancelada                                                   |
| Sin color | DNP - Inscrito pero no participó                                        |
| Sin color | INJ - Lesionado                                                         |
| Sin color | EX - Excluido                                                           |
| Estado    | Resultado                                                               |
| Negrita   | Pole position                                                           |
| Cursiva   | Vuelta rápida                                                           |
| †         | Abandona, pero clasifica al completar el porcentaje requerido para ello |

### Campeonato de Escuderías
| Pos.    | Escudería                  | N.º | INT | IMO | BAR | SPI | MON | NÜR | MAG | SIL | HOC | BUD | SPA | MNZ | Puntos |
| ------- | -------------------------- | --- | --- | --- | --- | --- | --- | --- | --- | --- | --- | --- | --- | --- | ------ |
| 1       | Coca-Cola Nordic Racing    | 9   | 12  | 3   | 1   | 3   | 7   | 1   | 3   | 5   | 5   | 11  | 4   | 16  | 110    |
| 1       | Coca-Cola Nordic Racing    | 10  | 1   | 6   | 3   | 1   | 2   | Ret | 2   | 2   | 2   | 1   | 2   | 2   | 110    |
| 2       | Petrobras Junior Team      | 3   | 9   | 4   | 6   | 4   | Ret | 6   | 10  | 3   | 1   | Ret | 8   | Ret | 46     |
| 2       | Petrobras Junior Team      | 4   | Ret | 14  | 19  | Ret | 5   | 3   | 13  | 11  | 3   | 7   | 1   | 3   | 46     |
| 3       | Super Nova Racing          | 1   | 7   | 1   | 7   | Ret | 1   | 2   | 1   | 4   | Ret | Ret | Ret | Ret | 42     |
| 3       | Super Nova Racing          | 2   | Ret | Ret | 4   | Ret | Ret | Ret | 7   | 15  | Ret | Ret | 19  | 13  | 42     |
| 4       | DAMS                       | 21  | 3   | Ret | 11  | Ret | 4   | 8   | 6   | 1   | 4   | 3   | 6   | 9   | 26     |
| 4       | DAMS                       | 22  | 14  | Ret | 16  | 13  | Ret | 15  | 16  | Ret | Ret | 12  | 9   | 12  | 26     |
| 5       | Red Bull Junior Team F3000 | 17  | Ret | 5   | 8   | Ret | Ret | 10  | 4   | 19  | 11  | 4   | 10  | Ret | 22     |
| 5       | Red Bull Junior Team F3000 | 18  | Ret | 16  | 10  | Ret | 6   | 5   | Ret | 7   | 17  | 2   | 3   | 6   | 22     |
| 6       | KTR                        | 25  | 10  | 9   | 2   | 2   | Ret | 11  | Ret | 8   | 6   | 6   | 7   | 4   | 19     |
| 6       | KTR                        | 26  | 5   | 15  | 18  | Ret | Ret | 18  | 17  | 17  | 9   | 13  | 15  | 15  | 19     |
| 7       | Team Astromega             | 5   | 17  | Ret | 23  | 7   | Ret | Ret | 20  | Ret | 13  | Ret | 17  | Ret | 12     |
| 7       | Team Astromega             | 6   | Ret | 11  | 9   | 15  | Ret | 21  | 8   | Ret | 7   | 5   | 11  | 1   | 12     |
| 8       | European Minardi F3000     | 7   | 4   | Ret | 5   | 9   | Ret | 4   | 9   | DNS | Ret | INJ | Ret | 5   | 11     |
| 8       | European Minardi F3000     | 8   | 11  | Ret | 13  | 6   | Ret | 9   | Ret | Ret | Ret | 8   | Ret | 8   | 11     |
| 9       | Arden Team Russia          | 15  | 8   | 2   | 20  | Ret | Ret | 7   | 5   | 6   | Ret | Ret | Ret | Ret | 9      |
| 9       | Arden Team Russia          | 16  | Ret | 10  | 12  | 11  | 10  | 17  | 18  | 16  | 14  | Ret | 18  | 14  | 9      |
| 10      | Durango Formula            | 29  | Ret | 13  | Ret | 12  | Ret | 14  | 13  | 10  | 9   | 9   | 14  | Ret | 8      |
| 10      | Durango Formula            | 30  | 2   | Ret | 21  | 5   | 11  | 13  | 14  | 12  | 12  | 10  | 16  | 11  | 8      |
| 11      | F3000 Prost Junior Team    | 11  | 20  | 17  | 14  | 10  | 3   | 16  | 11  | 9   | 15  | 14  | Ret | Ret | 4      |
| 11      | F3000 Prost Junior Team    | 12  | 15  | Ret | 15  | 14  | Ret | 19  | Ret | 18  | 16  | Ret | 13  | 17  | 4      |
| 12      | Coloni F3000               | 19  | 6   | 8   | 17  | Ret | 8   | 20  | 12  | 10  | Ret | Ret | 12  | 10  | 3      |
| 12      | Coloni F3000               | 20  | 13  | 7   | 22  | 8   | 9   | 12  | 15  | 14  | 8   | Ret | 5   | 7   | 3      |
| 13      | Kid Jensen Racing          | 27  | 16  | 12  |     |     |     |     |     |     |     |     |     |     | 0      |
| 13      | Kid Jensen Racing          | 28  | 18  | Ret |     |     |     |     |     |     |     |     |     |     | 0      |
| Pos.    | Escudería                  | N.º | INT | IMO | BAR | SPI | MON | NÜR | MAG | SIL | HOC | BUD | SPA | MNZ | Puntos |
| Fuente: |                            |     |     |     |     |     |     |     |     |     |     |     |     |     |        |

| Color     | Resultado                                                               |
| --------- | ----------------------------------------------------------------------- |
| Oro       | Ganador                                                                 |
| Plata     | 2.ª plaza                                                               |
| Bronce    | 3.ª plaza                                                               |
| Verde     | Finalizó en los puntos                                                  |
| Azul      | Finalizó sin puntos                                                     |
| Azul      | NC - No clasificado                                                     |
| Violeta   | Ret - No terminó (Carrera)                                              |
| Rojo      | DNQ - No se clasificó                                                   |
| Negro     | DSQ - Descalificado                                                     |
| Blanco    | DNS - No empezó (carrera)                                               |
| Blanco    | WD - Retirado (fin de semana)                                           |
| Blanco    | C - Carrera cancelada                                                   |
| Sin color | DNP - Inscrito pero no participó                                        |
| Sin color | INJ - Lesionado                                                         |
| Sin color | EX - Excluido                                                           |
| Estado    | Resultado                                                               |
| Negrita   | Pole position                                                           |
| Cursiva   | Vuelta rápida                                                           |
| †         | Abandona, pero clasifica al completar el porcentaje requerido para ello |